# Cuglieri
Cuglieri (sardinsky: Cùllieri) je italská obec (comune) v provincii Oristano v regionu Sardinie. Nachází se ve výšce 479 metrů nad mořem a má přibližně 2 500 obyvatel. Rozloha obce je 120,54 km².